# Lutjanus gibbus
Pour les articles homonymes, voir Bossu (homonymie).
Espèce
Le vivaneau bossu (Lutjanus gibbus) est une espèce de poissons marins appartenant à la famille des Lutjanidae.